# Врумалия
Врума́лия, Брума́лия (греч. Βρουμάλια; лат. Brumalia; от лат. bruma «короткий (день)», «зима») — древнеримский зимний праздничный период в честь Кроноса, Деметры и Вакха (Диониса), оканчивающийся в день зимнего солнцестояния
В византийскую эпоху торжества начались 24 ноября и продолжались в течение месяца. Празднования проходили в ночное время и сопровождались пиршествами, питьём и весельем. В течение этого времени делались предсказания о погоде на оставшуюся часть зимы.
Иоанн Лид (VI век) следующим образом описывает этот праздник:

Римляне обычно делят своих граждан на три [группы] и выделяют тех, кто подходит для оружия, тех, кто подходит для сельского хозяйства, и тех, кто подходит для охоты; и сезон зимы кладёт конец этим [занятиям]. Ибо в нем они не вооружаются и не занимаются сельским хозяйством из-за холодного времени года и краткости дней — и, следовательно, в старые времена они называли это bruma, что означает «короткий день». А Brumalia означает «зимние праздники»; так что в это время, до «Прибавления света» прекращая свою работу, римляне приветствовали друг друга словами доброго предзнаменования ночью, говоря на языке своих предков: «Vives annos» — то есть «Многая лета».

А фермеры будут убивать свиней для поклонения Кроносу и Деметре — и, следовательно, даже сейчас «убой свиней» наблюдается в декабре. И виноделы пожертвовали бы козами в честь Диониса, потому что козел — враг лозы; и они очищали их, наполняли кожаные мешки воздухом и прыгали на них. И гражданские чиновники также [предлагали бы в качестве] первых плодов собранного урожая вино и оливковое масло, зерно и мед, а также столько [продуктов] деревьев, сколько выдержали и сохранились — они делали хлеб без воды и приносили [все] эти вещи священникам [Великой] Матери. И этот обычай все еще наблюдается даже сейчас; и в ноябре и декабре, до «Прибавления света», они приносят [эти] вещи священникам. Ибо [обычай] приветствовать [людей] по имени в Брумалии довольно недавний; и, по правде говоря, они называют их «Кроновыми праздниками», и из-за этого Церковь отвращается от них. И они происходят ночью, потому что Кронос находится во тьме, будучи посланным в Тартар Зевсом, — и они таинственным образом обозначают зерно, оттого, что оно посеяно в земле и вследствие этого не видно. И это совершенно верно, как уже было сказано: внимание к [этим] вещам продолжается ночью, так что, наконец, на самом деле, Брумалия — это фестивали подземных демонов.— De Mensibus 4.158
Празднование настолько было укоренено среди жителей империи, что христианская Церковь постоянно боролась против языческих обычаев. Трулльский собор в 691 году издал с этой целью 62 правила, в одном из которых сказано:

Так называемые календы, вота, врумалия, и народное сборище в первый день месяца марта, желаем совсем исторгнуть из жития верных. Такожде и всенародныя женския плясания, великий вред и пагубу наносить могущия, равно и в честь богов, ложно так Еллинами именуемых, мужеским или женским полом производимыя плясания и обряды, по некоему старинному и чуждому Христианскаго жития обычаю совершаемые, отвергаем, и определяем: никакому мужу не одеваться в женскую одежду, ни жене в одежду мужа свойственную; не носить личин комических, или сатирических, или трагических; при давлении винограда в точилах не возглашать гнуснаго имени Диониса, и при вливании вина в бочки, не производить смеха, и, по невежеству, или в виде суеты, не делать того, что принадлежит к бесовской прелести. Посему тех, которые отныне, зная сие, дерзнут делать что-либо из вышесказаннаго, Если суть клирики, повелеваем извергать из священнаго чина, Если же миряне, отлучать от общения церковнаго.— Алфавитная Синтагма Матфея Властаря